# Cahuzac-sur-Vère
Cahuzac-sur-Vère (okzitanisch: Caüsac de Vera) ist eine französische Gemeinde mit 1.214 Einwohnern (Stand: 1. Januar 2022) im Département Tarn in der Region Okzitanien. Die Gemeinde gehört zum Arrondissement Albi und zum Kanton Vignobles et Bastides. Die Einwohner werden Cahuzacais und Cahuzacoises genannt.

## Lage
Cahuzac-sur-Vère liegt in der Région naturelle Gaillacois, etwa 20 Kilometer westnordwestlich von Albi entfernt im Tal der Vère. 
Umgeben wird Cahuzac-sur-Vère von den vierzehn Nachbargemeinden:
| Alos Andillac          | Loubers Frausseilles                        | Donnazac           |
| Vieux Le Verdier       | Kompassrose, die auf Nachbargemeinden zeigt | Cestayrols         |
| Castelnau-de-Montmiral | Montels Broze Gaillac                       | Fayssac Senouillac |

## Bevölkerungsentwicklung
| Jahr                       | 1962 | 1968 | 1975 | 1982 | 1990 | 1999 | 2006 | 2017 |
| Einwohner                  | 1106 | 1130 | 1166 | 1053 | 1074 | 1027 | 1023 | 1157 |
| Quellen: Cassini und INSEE |      |      |      |      |      |      |      |      |

## Sehenswürdigkeiten
- Dolmen Les Teulières, seit 1993 Monument historique
- Menhir Sainte-Carissime
- Schloss Salette mit Ursprüngen aus dem 13. Jahrhundert
- Schloss Mayragues mit Taubenschlag aus dem 17. Jahrhundert, seit 1961 als Monument historique eingeschrieben
- Kirche Notre-Dame in Lintin
- Kirche Saint-Jean-Baptiste in Granéjouls
- Kapelle Saint-Sernin
- Kirche Saint-Pierre
- Kirche Saint-Thomas-de-Cantorbery

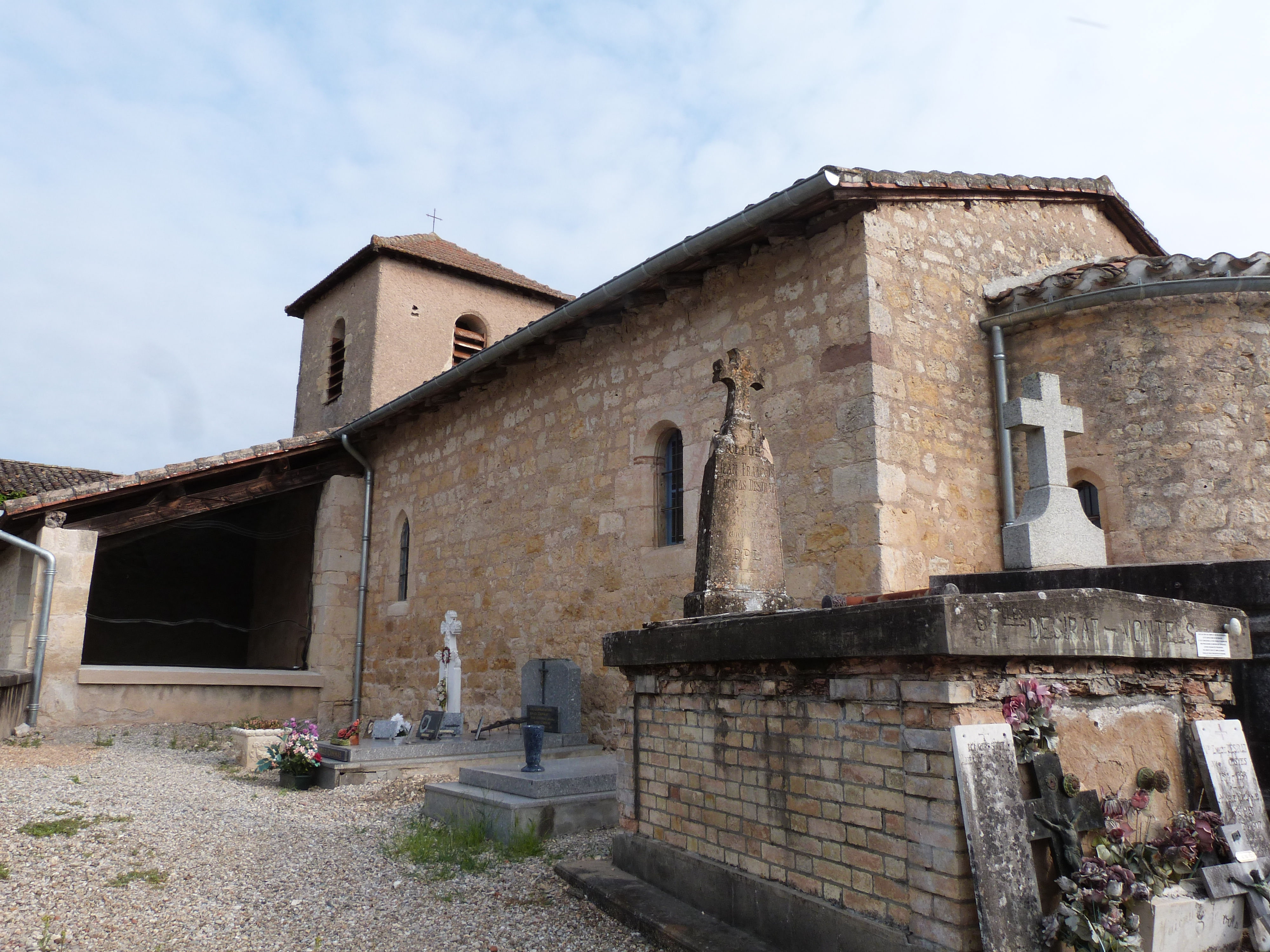
Kirche Saint-Jean-Baptiste
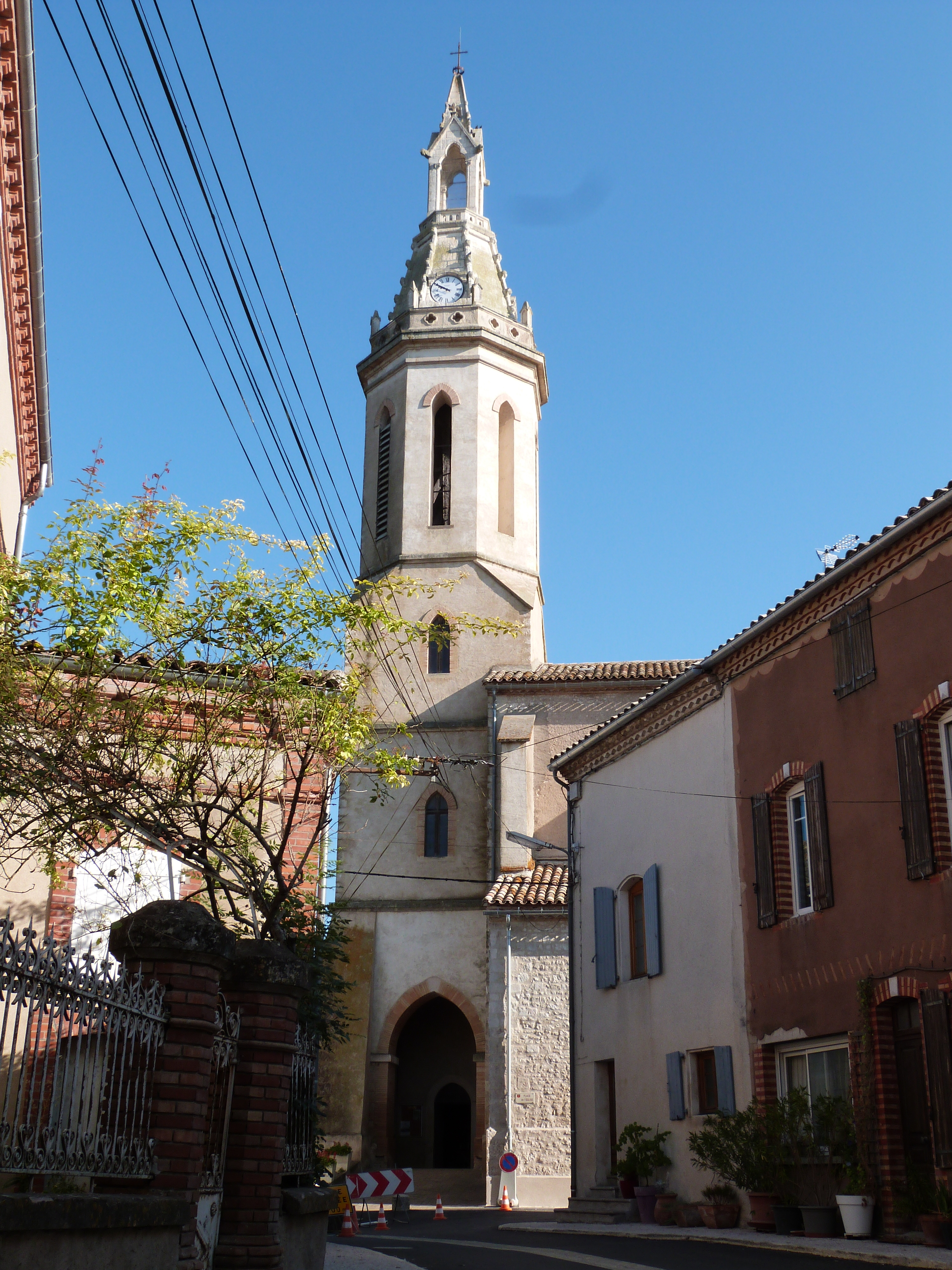
Kirche Saint-Thomas-de-Cantorbery

## Persönlichkeiten
- Jean-Joseph Ange d’Hautpoul (1754–1807), französischer Kavalleriegeneral der Koalitionskriege, geboren auf Schloss Salette

## Gemeindepartnerschaften
Mit dem Ortsteil Maar der deutschen Gemeinde Lauterbach in Hessen und der rumänischen Gemeinde Tormac bestehen Partnerschaften.